# Подгорное (Самарская область)
Подгорное — село Борского района Самарской области,

## География
Расположенное в 130 км от города Самара. Через село протекает река Кутулук.

## История
На приобретённой И. И. Неплюевым, начальником Оренбургской экспедиции с 1741 г., земле появилась деревня Неплюевка. В 1825 г. была построена каменная церковь с колокольней во имя Рождества Христова. В 1929 г. были сняты колокола и переданы в фонд тракторизации, в счёт задатка за тракторы. В 1930 г. церковь закрыли, а в 1931 г. разобрали. 1930 г. — образовался колхоз имени Молотова. 1959 г. — образовался колхоз «Путь Ленина». 1970 г. — построено здание школы на 120 ученических мест. 2012 год — закрыты 5—9 классы в школе.

## Население
| 2010 |
| ---- |
| 445  |